# Andries Pieters
Andries Jan Pieters (Leksula, Buru, Nederlands-Indië,  2 augustus 1916 - Den Haag, 21 maart 1952) was een Nederlandse oorlogsmisdadiger en samen met Artur Albrecht één  van de twee laatste Nederlanders aan wie in Nederland daadwerkelijk de doodstraf werd voltrokken.
Pieters werd in Nederlands-Indië geboren en verhuisde in 1924 naar Nederland. In het begin van de Tweede Wereldoorlog sloot hij zich aan bij het SS-Freiwilligen Legion 'Niederlande', een onderdeel van de Duitse SS. Hij werd in dit verband uitgezonden naar het oostfront. Nadat hij aan het oostfront gewond geraakt was kreeg hij de leiding over een groep mensen van het Jagdverband Nord/West. In april 1945 vertrok de groep, genaamd Kommando Zeppelin of Kommando Steinbach, naar Nederland. Op 6 april 1945, nog geen maand voor de Duitse capitulatie, vestigde de groep zich in Kasteel Groot Engelenburg in Brummen. In samenwerking met SD-er Ludwig Heinemann nam de groep  tientallen mensen gevangen, omdat zij ervan verdacht werden bij het verzet te horen. De gevangenen werden op gruwelijke wijze gemarteld. Met de Canadezen in aantocht verliet het Kommando op 13 april 1945 het kasteel, waarbij acht gevangenen geëxecuteerd werden.
Het Kommando verhuisde naar Loosdrecht en daar herhaalde Pieters de gang van zaken die hij ook in Brummen uitvoerde. Op 3 mei 1945 werden Pieters en anderen uit zijn Kommando gearresteerd op bevel van SD-hoofd Willy Lages vanwege de gruweldaden. Lages was overigens zelf ook een oorlogsmisdadiger, die later bekend werd als een van de Vier van Breda. Deze arrestatie toont dat de Duitsers, die op dat moment vrij wanhopig waren en niet bekendstonden om hun zachtzinnigheid, zelf oordeelden dat Pieters en zijn mensen structureel over de schreef gegaan waren en bovendien veel te lang waren doorgegaan, met een variëteit aan misdaden: martelingen, plunderingen, moord en verkrachting.

## Berechting
In juni 1949 kreeg Pieters door het Bijzonder Gerechtshof in Amsterdam de doodstraf opgelegd in de rechtszaak tegen hem. In een geval van de doodstraf was een Hoger beroep verplicht. De Bijzondere Raad van Cassatie vernietigde het vonnis. Bij het hierop volgende proces in Haarlem kreeg Pieters levenslang. In de tenlastelegging werd hij beschuldigd van zware mishandeling met voorbedachte rade, plunderingen en wederrechtelijke vrijheidsberovingen te Loosdrecht gepleegd. Hierop ging de openbaar aanklager in beroep bij de Bijzondere Raad van Cassatie, waarna Pieters in november 1951 alsnog de doodstraf opgelegd kreeg. Op 21 maart 1952 werd Pieters samen met Artur Albrecht door een vuurpeloton terechtgesteld op de Waalsdorpervlakte. Dit waren de laatste voltrekkingen van het doodvonnis in Nederland.